# Тату (гурт)
«t.A.T.u.» (оригінальна назва «Тату́») — російський поп-дует, створений 31 травня 1999 року продюсером і за сумісництвом дитячим психологом Іваном Шаповаловим та композитором Олександром Войтинським. Серед 500 дівчат-претенденток, що прийшли на кастинг, окремо було відібрано спочатку Лєну Катіну, а потім Юлю Волкову. Спочатку гурт використовував імідж лесбійок, але через деякий час відмовився від нього. 
«Тату» є одним із найуспішніших російських гуртів у світі. Їхні пісні, як і англомовні, так і російськомовні, посідали перши сходинки у хіт-парадах Росії, Німеччини, США, Великої Британії, Австралії та інших країн. Дебютний сингл «All The Things She Said» став одним із найуспішніших пісень року та посідав перші сходинки світових музичних чартів. «Тату» є першим та єдиним гуртом, який отримав нагороду IFPI за кількість проданих альбомів.
У травні 2003 року гурт брав участь у пісенному конкурсі «Євробачення», в якому посів третє місце. У 2004 році дует оголосив про творчу перерву під час зйомок шоу «"Тату" в Піднебесній». Того ж року учасниці гурту розірвали контракт зі своїми продюсером Іваном Шаповаловим. У 2005 році вони випустили свій другий світовий альбом «Dangerous and Moving», який отримав статус платинового та породив декілька світових хітів. У 2009 році менеджер гурту заявив, що солістки планують розпочати сольні кар'єри та припинити діяльність колективу в повномасштабному режимі, а у 2011 році «Тату» офіційно розпалися.

## Історія гурту

### Створення гурту
|                                                 |  |
| Лєна Катіна (ліворуч) та Юля Волкова (праворуч) |  |

Гурт був створений дитячим психологом та сценаристом рекламних роликів Іваном Шаповаловим та композитором Олександром Войтинським у 1999 році. Шаповалов та Войтинський провели кастинг на роль солістки, в результаті чого була відібрана 15-річна учасниця ВІА «Непоседы» Лєна Катіна. З нею було записано декілька пісень, в тому числі і «Югославия», яка засуджує американські бомбардування Югославії у 1999 році. Але пізніше Шаповалов вирішив, що він хоче створити дует, тож почав пошук другої солістки. На цю роль була відібрана 14-річна Юля Волкова, яка також була учасницею «Непосед». Волковій зробили стрижку та перефарбували світле волосся у темний колір. Для управління творчими процесом була створена кампанія «Неформат», на чолі з самим Шаповаловим.
Також була створена ідея використовувати імідж лесбійок, вважаючи, що це принесе більше популярності гурту. Співпродюсерка гурту Олена Кіпер каже, що така ідея прийшла до неї після перегляду фільму «Покажи мені любов» шведського режисера Лукаса Мудіссона. Шаповалов підтримав цю ідею, проаналізувавши статистику переглядів вмісту з лесбійками та дівчатами-школярками на порно-сайтах, через що також з'явилася ідея одягати дівчат в шкільні спідниці та рубашки, створюючи імідж школярок-лесбійок. Лєна Катіна стверджує, що її батьки та батьки Юлі Волкової не були проти такого іміджу. Батько Лєни, Сергій Катін, говорить, що Лєна не є лесбійкою, а «сексуальна орієнтація учасниць гурту — це вдалий сценічний імідж». Пізніше з гурту пішов Олександр Войтинський. Подейкують, що йому не сподобалася концепція «Тату».

### 2000—2001 роки
Наприкінці 2000 року вийшла пісня «Я сошла с ума», яка протягом декількох наступних місяців посідала перші місця в хіт-парадах. Сенсом пісні вважається кохання двох дівчат-підлітків, яке бойкотується та не приймається суспільством. Незабаром в Москві, на Ходинському полі був знятий кліп на пісню, який посів перше місце в чарті MTV Russia. За сюжетом кліпу, дві закохані школярки (Волкова та Катіна) стоять під зливою між металевою огорожею та високою кам'яною стіною. Вони намагаються знайти вихід та цілуються під важкими поглядами перехожих та спостерігаючих за цією картиною людей. У кінці кліпу дівчата нарешті знаходять вихід, і, узявшись за руки, йдуть геть, тим самим показуючи, що вони вище за суспільство, яке проти одностатевих стосунків. Волкова та Катіна зізнавалися, що під час зйомок кліпу їх обливали крижаною водою, імітуючи ефект дощу та задля того, щоб дівчата тремтіли та показували «справжні емоції». Кліп став надзвичайно популярним і по декілька місяців транслювався найбільшими музичними телеканалами Східної Європи. 19 грудня співачки дали свою першу прес-конференцію у московській школі №1113, в якій навчалася Юлія Волкова.
16 травня 2001 року «Неформат» підписали контракт з російським відділом Universal Music. Відповідно до контракту, гурт мав випустити 3 альбоми. 
21 травня 2001 року виходить дебютний альбом «Тату» «200 по встречной», а разом із ним і новий кліп на пісню «Нас не догонят». За сюжетом кліпу, Катіна та Волкова крадуть з аеропорту бензовоз та на ньому тікають з дому, дорогою збивши на смерть дорожнього працівника, якого зіграв Іван Шаповалов. У кінці кліпу дівчата на швидкості залазять на дах вантажівки, залишивши кабіну порожньою, i розбивають камеру. Сенс пісні полягає в підлітковому бунті проти нерозуміючого їх суспільства, через що вони тікають з дому і кричать «нас не догонят» (укр. «нас не наздоженуть»), «нас не найдут, нас не изменят» (укр. «нас не знайдуть, нас не змінять»). За перший тиждень альбом був проданий офіційним тиражем 60 000 копій, побивши всі рекорди попри свою російськомовність. За перші два місяці альбом був проданий офіційним тиражем 500 000 копій, а за 2001 рік кількість офіційних проданих копій сягала 2 000 000.
2 червня «Тату» отримує премію «100-пудовий хіт» від радіостанції Хіт FM. Влітку розпочинається робота над англомовною версією альбому «200 по встречной». 
11 червня «Тату» отримують нагороду в номінації «Найхітовіша пісня» в конкурсі «Музичний подіум». 
6 вересня 2001 року гурт отримав премію MTV Video Music Awards у номінації Viewers' Choice — Best Russian Video за кліп «Я сошла с ума». Вийшла пісня та кліп «Полчаса», показаний у 2001 та 2002 роках більше 3 000 разів на російському телебаченні. MTV Russia назвали кліп на пісню «Я сошла с ума» кліпом року. «Тату» тим часом відправилися в тур Росією, Україною, Білоруссю, Прибалтикою, Болгарією, Німеччиною. За 2001 рік гурт дав 150 концертів в десятках міст. 17 листопада 2001 року гурт отримав премію «Золотий грамофон».

### 2002 рік
У січні 2002 року починається запис англомовної версії альбому «200 по встречной» — «200 km/h In The Wrong Lane» для випуску в США («Not Gonna Get Us») та Німеччині («I've Lost My Mind»). Альбом записують в Англії та США з найвідомішими у світі музичними діячами: в Лондоні альбом записують з продюсером Тревором Горном, в Манчестері процесом керувала F.A.F/Cap Com Production, яка продюсувала Sonique, Moby, Rammstein, Eskimos & Egypt, Steps.
15 лютого 2002 року виходить перевидання альбому «200 по встречной» з новим треком «Клоуны» та новими реміксами на пісні «30 минут» і «Мальчик-гей». За перший тиждень легально було продано 60 000 копій.
У квітні за невідомих причин гурт залишає Олена Кіпер, на її місце приходить Беата Андреєва.
У квітні того ж року «Тату» отримують дві нагороди у Чехії (за 10 000 проданих легальних копій та народне визнання) та нагороду «Секс-дисиденти» в Росії (за те, що дівчата не бояться публічно демонструвати свої стосунки). 15 травня 2002 року гурт отримав премію Міжнародної федерації фонографічної індустрії «IFPI Platinum Europe Award» за мільйон проданих в Європі копій альбому «200 по встречной». «Тату» стали першим гуртом з Росії та Східної Європи, який отримав цю нагороду. 23 травня пісня «Нас не догонят» визнається найкращою піснею року і отримує нагороду «Овація». 30 травня у клубі «Маріка» проходить презентація кліпу «Простые движения», в якому Юлія Волкова займається мастурбацією.
У червні гурт їде у Нью-Йорк для участі у денному шоу TRL на американському MTV. 1 червня починаються зйомки кліпу на пісню «All The Things She Said» (англомовна версія пісні «Я сошла с ума»). Перезнімають лише епізоди з російським текстом. Для зйомок Юлі знову роблять коротку стрижку, а волосся Лєни фарбують у білий колір. Альбом «200 km/h in the Wrong Lane» виходить в США. У серпні «Тату» змінюють свою офіційну назву на «t.A.T.u.» через те, що в Австралії вже існує гурт «Tatu». 12 серпня «Тату» виступили на пре-шоу церемонії вручення нагород журналу Billboard в Лас-Вегасі (2002 Fox Billboard Bash).
Хвиля «t.A.T.u.» досягає, нарешті, Польщі. Гурт посідає перші сходинки в національних хіт-парадах, їх запрошують на фотосесії. Популярність пісні «All the Things She Said» набирає оберти.
18 серпня «t.A.T.u.» вже не вперше їдуть до Лос-Анджелеса, звідки починається промо-тур Сполученими Штатами. Перший сингл, перший кліп, перша поява на американському музичному ринку, на який, як відомо, кожен рік намагаються вийти близько 100 000 нових музикантів.
3 вересня дебютний хіт «All the Things She Said» з'являється на радіо в Іспанії, Італії, Нідерландах, Швеції, Фінляндії, Норвегії, а також на усіх музичних каналах цих країн. В Італії він отримує статус золотого (25 000 проданих копій) у перший же день. 10 вересня сингл виходить в США.
7 жовтня в Західній Європі виходить англомовний альбом «200 km/h in the Wrong Lane» і відразу стає бестселером. «Тату» відправляються в промо-тур вже скореною Європою. Під час промо-туру t.A.T.u. дали близько 50 інтерв'ю, що вийшли усіма європейськими мовами. «t.A.T.u.» стають справжньою сенсацією на світовому музичному ринку і першим російським проєктом, що досягнув подібного успіху.
14 листопада «t.A.T.u.» беруть участь у церемонії European Music Awards, представляючи номінацію «Best Dance Video». Опісля дует виконує хіт «All the Things She Said» наживо перед аудиторією більш ніж 20 мільйонів глядачів. До них приходить справжнє міжнародне визнання. В Італії дебютний сингл гурту одержує платиновий статус, а сам альбом — золотий. У Швеції статус сингла стає платиновим. Кліп «All the Things She Said» попадає в важку ротацію на MTV US та MTV UK. Дебютний альбом стає платиновим у Фінляндії та виходить на музичний ринок США і Західної Європи. Історія успіху дуету попадає в найкращі музичні журнали світу. «Тату» дають інтерв'ю відомому журналу «Rolling Stone». З'являються художні зйомки в супермодних «Interview», «Jane», «Spin» та ін.

### 2003 рік

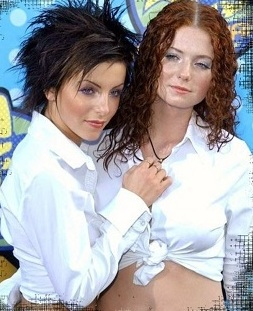
«t.A.T.u.» на премії MTV Movie Awards у 2003 році

«t.A.T.u.» визнані гуртом місяця в Малайзії, де їхній хіт тримається на першому місці декілька тижнів. Пісня «Not Gonna Get Us» посідає перше місце в переліку хітів, котрі частіше всього замовляють слухачі найкрупнішої нью-йоркської радіостанції Z100. В якийсь момент гурт стає найротованішим в Америці. Альбом «200 km/h in the Wrong Lane» отримує статус «золотого» в Мексиці. Дует посідає друге місце в національному хіт-параді Франції і перше місце в чартах Великої Британії. ВВС News запрошує «Тату» взяти участь у прайм-тайм випуску новин.
Англійська жінка — голова Ради з питань захисту дітей звинувачує гурт у деморалізуючому впливі на британських школярів, а особливо — школярок. На звинувачення «t.A.T.u.» відповідають, що у них лише один стимул для творчості — кохання.
Починається промо-тур Америкою. У лютому гурт бере учать у шоу Джиммі Кіммела, на якому вони виступають в футболках з написом російською мовою «Х.. войне!» (ценз. «Ні війні!»). На той момент американське телебачення забороняло будь-які висловлювання проти війни в Іраку. Гасло ж «Х... війні» в майбутньому стане відомим антивоєнним гаслом. Кульмінацією шоу стає момент, коли Юля Волкова бере руку Кіммела і маркером пише на ній те ж саме.
Пізніше виявляється, що в телеверсії шоу дирекція вирізає поцілунок Лєни і Юлі. На наступному шоу американцям стає відомо, що означають слова на футболках гурту, і дуету забороняється у них виступати. У відповідь на це «t.A.T.u.» виходять на публіку в футболках з надписом англійською мовою «Censored» («Заборонено цензурою»), а коли ведучий просить їх поцілуватися — відмовляються.
На початку травня 2003 року, попри досягнені 500 000 екземплярів продажі альбому «200 km/h in the Wrong Lane», були скасовані виступи гурту в Лондоні та Манчестері. За словами організаторів концерту, причиною цьому стали погані продажі квитків, на концерт на «Wembley Arena» з місткістю 12 000 глядачів було продано лише близько однієї тисячі квитків. Як повідомляв журнал «Експерт», для реклами концертів використовувалися піар-компанії, які орієнтувалися на живших в Британії росіян та розміщували рекламу в російськомовних ЗМІ. Однак продюсер гурту Іван Шаповалов, який планував участь у виступі 300 дівчат в шкільній формі, пов'язав скасування концерту з тиском суспільної думки на організаторів концерту.
24 травня Тату представляють Росію на конкурсі «Євробачення» з піснею «Не верь, не бойся, не проси». Організатори попередили, що у разі провокацій гурт буде дискваліфікований. З 164 балами Юля та Лєна посіли третє місце з незначним відривом від Туреччини (167 балів) та Бельгії (165 балів). З боку Великої Британії та Ірландії гурт отримав 0 балів, при цьому в Ірландії телефонне голосування було замінено на голосування національного журі з технічних причин (неузгодженість між ірландським провайдером та телеканалом RTE). Російський «Перший канал» звинуватив організаторів у підтасуванні результатів голосування, зокрема англійську та ірландську сторони, та попросив опублікувати результати національного голосування, однак телекомпанія RTE заявила, що результати все одно залишаться колишніми. Європейська спілка радіомовлення і телебачення відхилена усі звинувачення «Першого каналу».

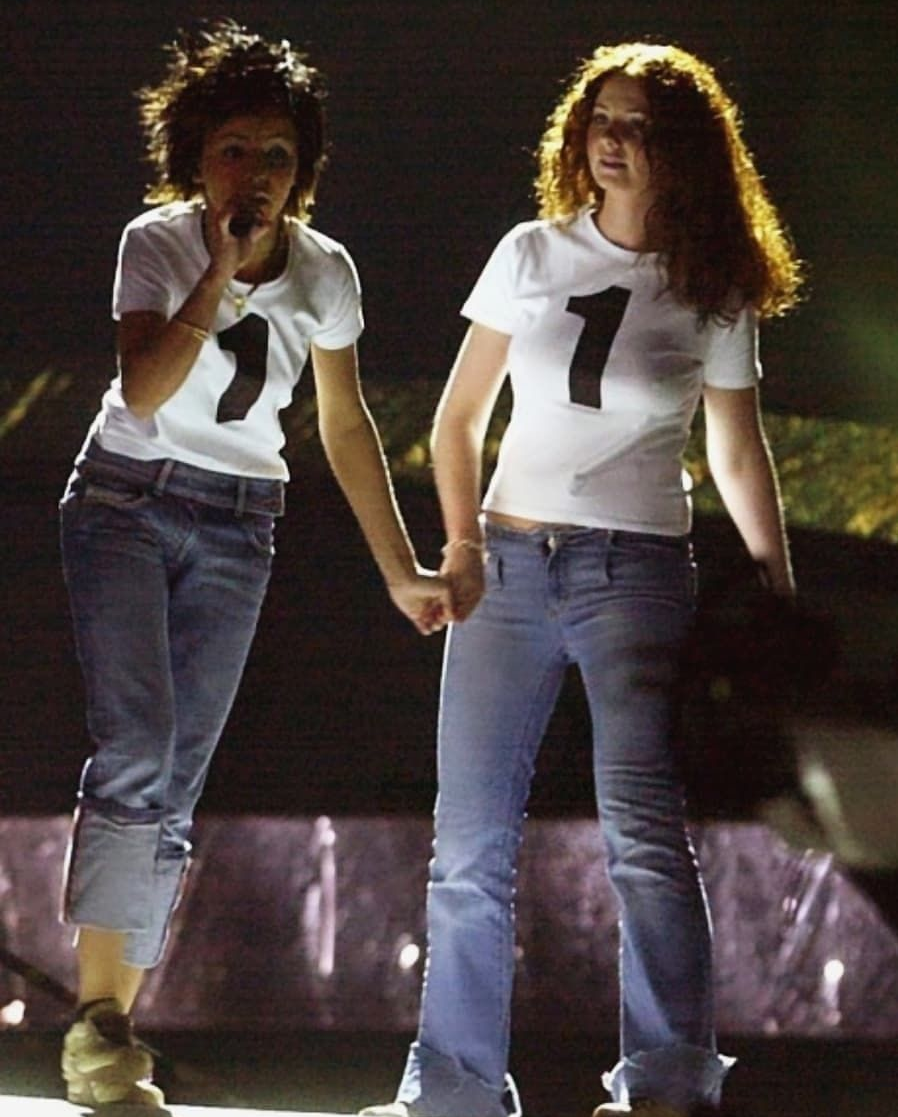
«t.A.T.u.» виступають на «Євробаченні» у 2003 році

У 2003 році «Тату» отримали свою другу премію Міжнародної асоціації виробників фонограм  «IFPI Platinum Europe Award» за мільйон проданих в Європі копій альбому «200 km/h in the Wrong Lane». Гурт посів друге місце в національному хіт-параді Франції та перше місце в чартах Великої Британії. У жовтні «Тату» стають призерами церемонії World Music Awards у Монте-Карло в номінаціях «Найкращий світовий поп-гурт» («World's Best Pop Group»), «Найкращий світовий дует» («World's Best Duet») і «Найкращий танцювальний гурт» («World's Best Dance Group»). За задумом менеджменту гурту, на початку виступу Юля і Лєна повинні були «розстріляти» залу холостими патронами зі справжніх автоматів. Вислухавши сміливу сценічну ідею, організатори церемонії майже перед виступом видають гуртові відверто іграшкові «автомати». Це не відповідає початковому задуму виступу, тому менеджмент «t.A.T.u.» забороняє дівчатам брати участь у церемонії. Нагороди їм не вручаються.
У листопаді «Тату» та ще чотири російських колективи висуваються на одержання нагороди MTV Europe Music Awards у номінації «Найкращий виконавець Росії» («Best Russian Act»). Дует приймає рішення відмовитися від усіх набраних голосів на користь групи «Ленінград», до якої дівчата відчувають найбільшу симпатію. Вони пояснили це тим, що вже були переможцями в цій номінації у 2001 році і тепер хочуть дати можливість іншим показати себе у світовому масштабі на церемонії в Единбурзі 6 листопада, проте у заяві телеканалу стверджувалося, що передавати нагороду заборонено.
1—2 грудня у рамках туру «Show Me Love» проходять два грандіозні концерти у столиці Японії Токіо на найбільшому концертному майданчику «Tokyo Dome» місткістю 43 000 глядачів. Під час перебування у Токіо «Тату» зустрічаються у прямому ефірі каналу Nippon Television з прем'єр-міністром Японії Дзюнітірою Коїдзумі, збентеживши політичного лідера тим, що дівчата почали знімати його на власні відеокамери, лідером Демократичної партії Наото Каном та кінематографістом Такесі Кітано. На телестудії останнього Лєна Катіна грає з Такесі у пінг-понг, відсапуючись за двох — і за себе, і за Юлю, яка раптово захворіла.
2003 рік став роком піку популярності гурту. «Тату» посідали перші місця в хіт-парадах європейських країн. За підсумками року дебютний альбом «Тату» отримує «золотий» статус в Англії, Південній Африці, Кореї, Сінгапурі, Німеччині, Австрії, Швейцарії, Франції, Іспанії, Мексиці, «платиновий» — в Тайвані, Фінляндії, Польщі, Італії та «двічі платиновий» — в Гонконзі, Чехії, Канаді. «Тату» встановлюють абсолютний рекорд за обсягом продажу в Японії — 1,8 млн екземплярів альбому «200 km/h in the Wrong Lane», що перевищило обсяги продаж дисків легенд поп-індустрії світу The Beatles, Майкла Джексона та Мадонни. Загальний обсяг продажів першого альбому, за даними глави російського відділення Universal Дмитра Коннова, склав 4,3 млн екземплярів по всьому світу та «декілька сотен тисяч» в Росії та СНД. Німецький рок-гурт Rammstein планував записати з «Тату» пісню «Moskau» з їхнього альбому «Reise, Reise», однак перемовини закінчилися безрезультатно.

### 2004 рік
У січні «t.A.T.u.» розпочинають запис другого альбому в режимі реаліті-шоу «„Тату“ в Піднебесній». Зйомки проходять в пентхаусі готелю «Пекін» на Тріумфальній площі в Москві. За задумом, фіналом реаліті-шоу повинен був стати реліз другого альбому гурту. Шоу, що транслювалося популярним російським каналом «СТС», викликає великий суспільний резонанс, аж до звернення розгніваної Мосміськради в прокуратуру стосовно окремих епізодів програми. Реаліті-шоу, згідно з обраною концепцією відсутності сценарію і максимального відображення дійсності, розвивається непередбачувано і завершується тим, що Волкова і Катіна йдуть від свого продюсера Івана Шаповалова. Усі відносини між ними розриваються. Іван Шаповалов складає повноваження генерального директора компанії «Неформат», що представляє інтереси Юлі і Лєни. Дівчата отримують незалежність, зберігаючи за собою права на бренд «t.A.T.u.». «Неформат» був реорганізований, і його залишки перетворилися на «Фонд ШаповаLOVE». Після того, як Волкова та Катіна вирішили продовжувати музичну кар'єру самостійно, в діяльності гурту настав помітний спад.
Подейкують, що до того, як Шаповалов пішов з гурту, він планував запустити чутки про буцімто вагітність Лєни Катіної, однак у травні раптово з'ясовується, що насправді Юля Волкова вагітна від свого бойфренда Павла Сидорова, але це не порушує творчі плани гурту — Лєна вирішує почекати свою колегу і не розпочинати сольну кар'єру. 23 вересня 2004 року Юлія народила доньку Вікторію. Проте, напрямок подальшого шляху гурту під питанням, оскільки через вагітність Волкової розкривається відсутність стосунків між дівчатами та їхньої приналежності до ЛГБТ-спільноти.
Влітку 2004 року у рамках нового контракту між компанією «Неформат» та звукозаписуючим гігантом Universal Music International, «Тату» беруться записувати свій другий альбом без продюсера в особі однієї людини, а за допомогою своєї новоствореної творчої команди.
Планувалося, що гурт стане прототипами персонажів повнометражного аніме-фільму «t.A.T.u Paragate», однак проєкт не був реалізований.

### 2005—2006 роки
17 січня «t.A.T.u.» їдуть в Лос-Анджелес, на відому студію Village, де починається робота над новим альбомом «Люди-инвалиды». Також записується англомовна версія альбому «Dangerous And Moving». Запис продовжується більш ніж три місяці. У ньому задіяні унікальні люди зі світу шоу-бізнесу. Хоча офіційний реліз англомовної версії альбому відбувся тільки восени, вже наприкінці серпня його можна було без проблем знайти в Інтернеті, куди він потрапив, мабуть, після розсилки промо-альбомів Universal Music. Презентація альбому «Люди-инвалиды» відбувається в московському клубі Гауді 28 жовтня 2005 року. «Dangerous and Moving» мав невеликий успіх (позначилась довга відсутність колективу), діставшись лише до 79 сходинки у хіт-параді Англії, 12 — в Німеччині, 131 — в США (Billboard), 10 — в Японії, затримавшись там на зовсім нетривалий строк. Утім, другий альбом отримав статус «золотого» в Мексиці, Тайвані та Росії.

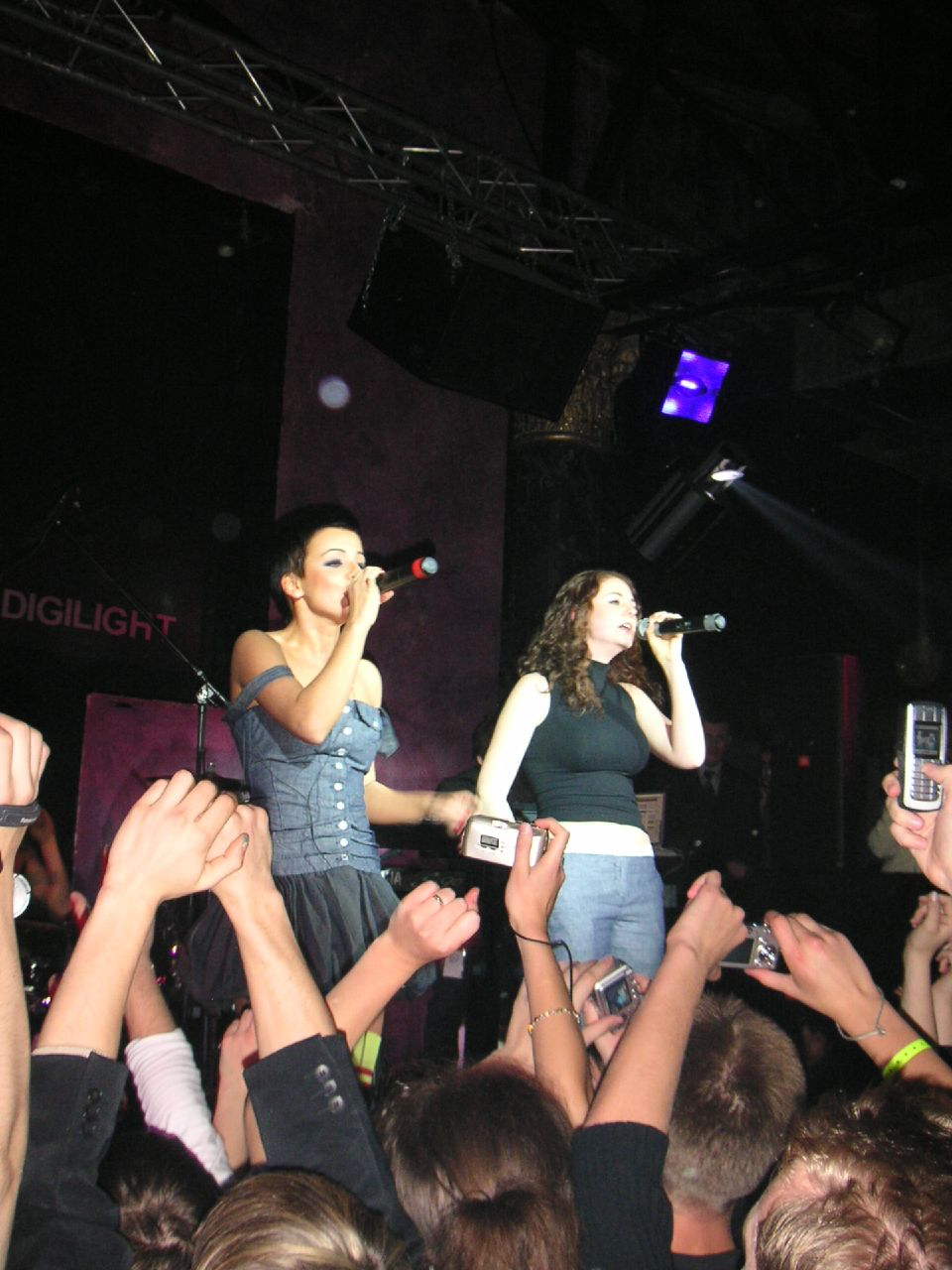
«t.A.T.u.» виступають на презентації свого альбому «Люди-инвалиды» в Москві

На підтримку альбому «Dangerous and Moving» гурт влаштовує масштабний промо-тур: «t.A.T.u.» дали численні інтерв'ю європейській музичній пресі, а також відвідали Японію і, вперше, країни Південної Америки (Аргентина, Бразилія). Промо-тур, який запам'ятався багатьом фанатам гурту, тривав декілька місяців.
У 2005—2006 роках «Тату» дали декілька концертів у Прибалтиці, а також у Німеччині (виступ у клубі), Швейцарії (фестиваль), Фінляндії (фестиваль), Молдові (виступ у клубі), Вірменії, Мексиці, Бельгії (фестиваль для школярів), Кореї, Тайвані (фестиваль), Японії (виступи у клубі), а також провели масштабний тур «Dangerous and Moving Tour» містами Росії та України. Проте, деяке скорочення кількості фанатів, викликане активним спростуванням гуртом свого лесбійського минулого і відсутністю легкодоступного для сприймання іміджу, помножене на низький професіоналізм початкового організатора концертів, що виявився нездатним оцінити ситуацію і правильно побудувати рекламну кампанію, призвело до регулярних зривів концертного графіка і напівпорожніх зал. На даному етапі Юля і Лєна продовжували повсюдно спростовувати, що між ними колись були глибокі почуття (це призвело до втрати ще деякої кількості давніх шанувальників), і називали усе, що відбувалося, «любов'ю» між двома сестрами чи подругами.
Загалом з альбому «Dangerous and Moving» було випущено 3 сингла: «All About Us» (2005), «Friend or Foe» (2005), «Gomenasai» (2006) і промо-сингл для радіостанцій «Loves Me Not». Для розкручування альбому «Люди-инвалиды» був підготований та пущений в ротацію єдиний радіо-сингл на пісню «Люди-инвалиды».
Сингл «All About Us» потрапив у топ-10 більшості європейських чартів. Однак, наступний сингл «Friend or Foe» не зміг повторити такого успіху. Він був випущений в Англії, де досяг лише 48 позиції (ймовірно, через поганий промоушн і відсутність радіо-ротацій), а також Італії, Греції і Швейцарії. Незрозумілою залишається значна затримка при виході другого синглу аж у січні-лютому 2006 року, хоча спочатку його планувалося випустити ще на початку грудня 2005. Після невдачі, що спіткала сингл в Англії, його реліз був скасований у Європі в цілому. Сингл «Gomenasai» був випущений навесні 2006 року в Німеччині, де він зміг потрапити тільки в топ-30, щоправда, без усілякого промоушену взагалі, єдиною презентацією синглу був виступ на німецькому Bravo Supershow 6 травня. Майже одночасно в Німеччині починає розкручуватися пісня американського реп-гурту Flipsyde, які використали для своєї композиції «Happy Birthday» семпли і оригінальні вокальні партії Юлі і Лєни з «Gomenasai» (обидва гурта пишуться на лейблі Interscope Records). Для презентації синглу «Happy Birthday», а також в якійсь мірі і синглу «Gomenasai» — «Тату» и Flipsyde дали декілька спільних виступів на німецькому телебаченні.

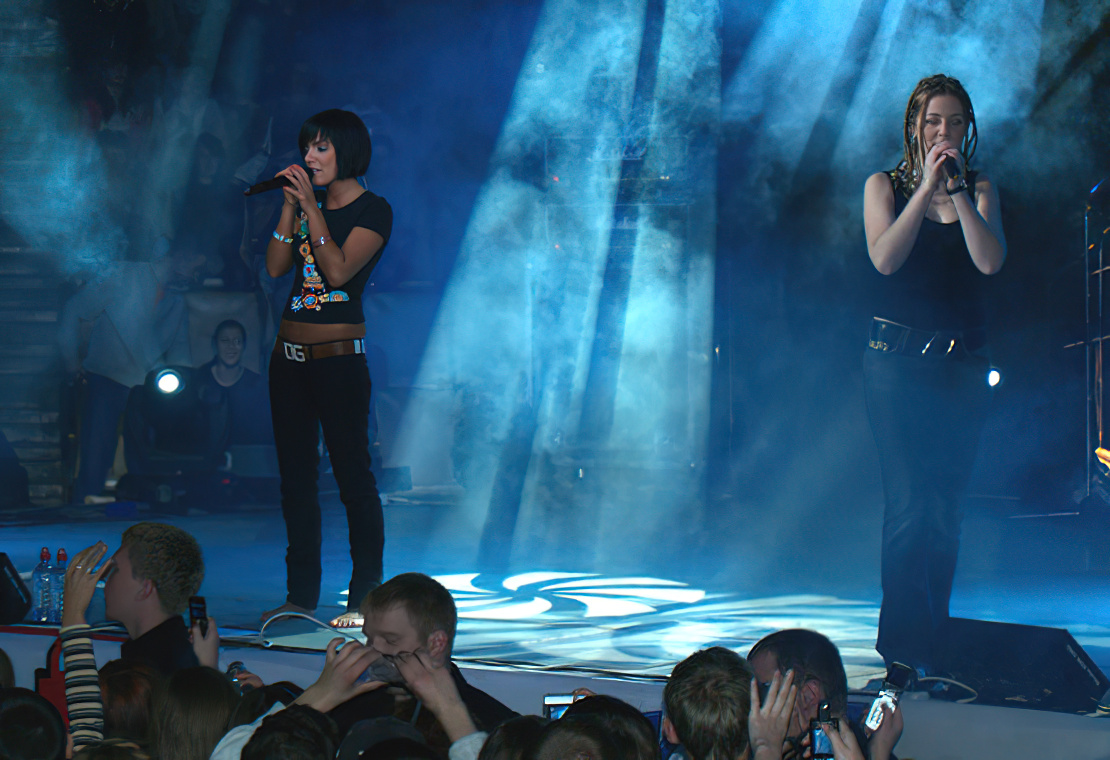
«t.A.T.u.» виступають в Кірові 31 жовтня 2006 року

У США були відзняті 4 відеокліпа («All About Us», «Люди-инвалиды», «Friend or Foe», «Gomenasai»),  як відео-ряд для «Loves Me Not» був використаний живий виступ, котрий гурт дав під час осіннього промо-туру в клубі «G.A.Y.» (Париж, Франція). Слід зазначити, що альбом «Люди-инвалиды» все ж отримав платиновий диск Національної федерації виробників фонограм. Продаж альбому склав менше 500 000 екземплярів у світі та близько 200 000 в СНД. Universal Music розраховували продати новий альбом тиражем не менше, ніж 3 000 000 копій у всьому світі.
У серпні 2006 року «t.A.T.u.» та Universal Music припинили свою співпрацю. На прощання Interscope вирішив випустити збірку хітів та найкращих пісень «t.A.T.u. The Best», записаних дуетом за весь час їхнього існування. Реліз відбувся восени 2006 року.
У листопаді 2006 року вибухнув новий скандал: уповноважений з прав людини Республіки Комі Леонід Вокуєв звинуватив гурт в тому, що напис в буклеті альбому «Люди-инвалиды» є образою для інвалідів. Цю тему обговорювали в ефірі ток-шоу першого російського каналу «ОРТ». Волкова та Катіна зазначили, що під інвалідами маються на увазі люди зі скаліченою душею, а не з фізичними вадами. У травні 2007 року представники Universal Music під натиском суду визнали, що в тексті були присутні «словесні формулювання та порівняння, що образливо сприймаються деякою категорією людей».
Відповідно до рейтингу російської версії журналу Forbes, у 2005 році гурт заробив 3,3 млн доларів, у 2006 році — 1,4 млн доларів.

### 2007 рік
У січні Юля та Лєна брали участь у записі вокальних партій для деяких демонстраційних версій пісень нового альбому, що проходив у Німеччині. У записі брав участь Свен Мартін, котрий з 2002 року є музичним директором і клавішником гурту. Гурт продовжив роботу над своїм третім студійним альбомом в Лос-Анджелесі. Юля Волкова, «половинка» дуету, сказала щодо цього: «альбом буде менш складним, аніж попередній».
Новий альбом гурту, як і раніше, мав дві версії — російськомовну (для Росії, СНД та країн Прибалтики) та англомовну (для країн Західної Європи, США, Японії та ін.). Робочою назвою третьої платівки було обрано «Управление отбросами» (англ. «Waste management»), її реліз попередньо планувався на осінь-зиму 2007 року, однак друга вагітність Юлії Волкової та ряд зовнішніх факторів відсунули дату релізу.
Наприкінці червня гурт представив свою нову пісню «Не жалей», котра увійшла в новий альбом, проте не була випущена як сингл. Першим синглом альбому «Управление отбросами» стала пісня «Белый плащик», кліп для якого було віднято пізніше, у жовтні.
У травні 2007 року солістки гурту перервали запис третього альбому, щоб підтримати проведення гей-параду у Москві. Після заборони ходи столичною владою, учасниці гурту спільно з депутатом Державної Думи РФ Олексієм Митрофановим з'явилися біля будівлі мерії Москви, де проходила акція представників секс-дисидентів. Волкова пізніше сказала, що через побиття громадян на гей-параді вона більше не братиме участі у таких заходах.
У липні Юля та Лєна брали участь у зйомках фільму «You and I» режисера Ролана Жофе, в основу сценарію картини лягла книга депутата Олексія Митрофанова і студентки РДГУ Анастасії Моїсеєвої «Тату Кам Бэк». Головні героїні книги — дві сімнадцятирічні дівчини, що мріяли потрапити на концерт улюбленого гурту «t.A.T.u.» і потрапили у вирій нових знайомств, подій та почуттів. Головні ролі в фільмі зіграли відомі голлівудські акторки Шантель ван Сантен і Міша Бартон. Прем'єра фільму відбулася в рамках позаконкурсної програми 61-го Канського кінофестивалю у травні 2008 року і у кінопрокат не потрапила (творці фільму послалися на деякі недоробки і перенесли реліз).
12 вересня на японському підрозділі інтернет-магазину Amazon відбувся «віртуальний» реліз першого концертного DVD «Truth: Live in St. Petersburg», який спочатку планувався на вересень 2006 року. Диск був випущений японським лейблом «Неформат» («Neformat Music Japan»).
2 жовтня «t.A.T.u.» почали зйомки нового кліпу на пісню «Белый плащик» в Лос-Анджелесі. Пісня стає пре-синглом альбому «Управление отбросами». Кліп знімали на найбільшому заводі переробки відходів Лос-Анджелесу. 29 листопада відбулася прем'єра «Белого плащика» на MTV Росія. Було зроблено повну та цензуровану версію «Белого плащика» (з останньої було вирізано сцени з оголенням Катіної та Волкової). Реліз російськомовної версії третього альбому гурту був запланований на 25 грудня 2007 року. Однак, 12 грудня було оголошено, що реліз переноситься на квітень 2008 року. 27 грудня 2007 року у Юлі Волкової народився син Самір від бізнесмена Парвіза Ясінова.

### 2008 рік

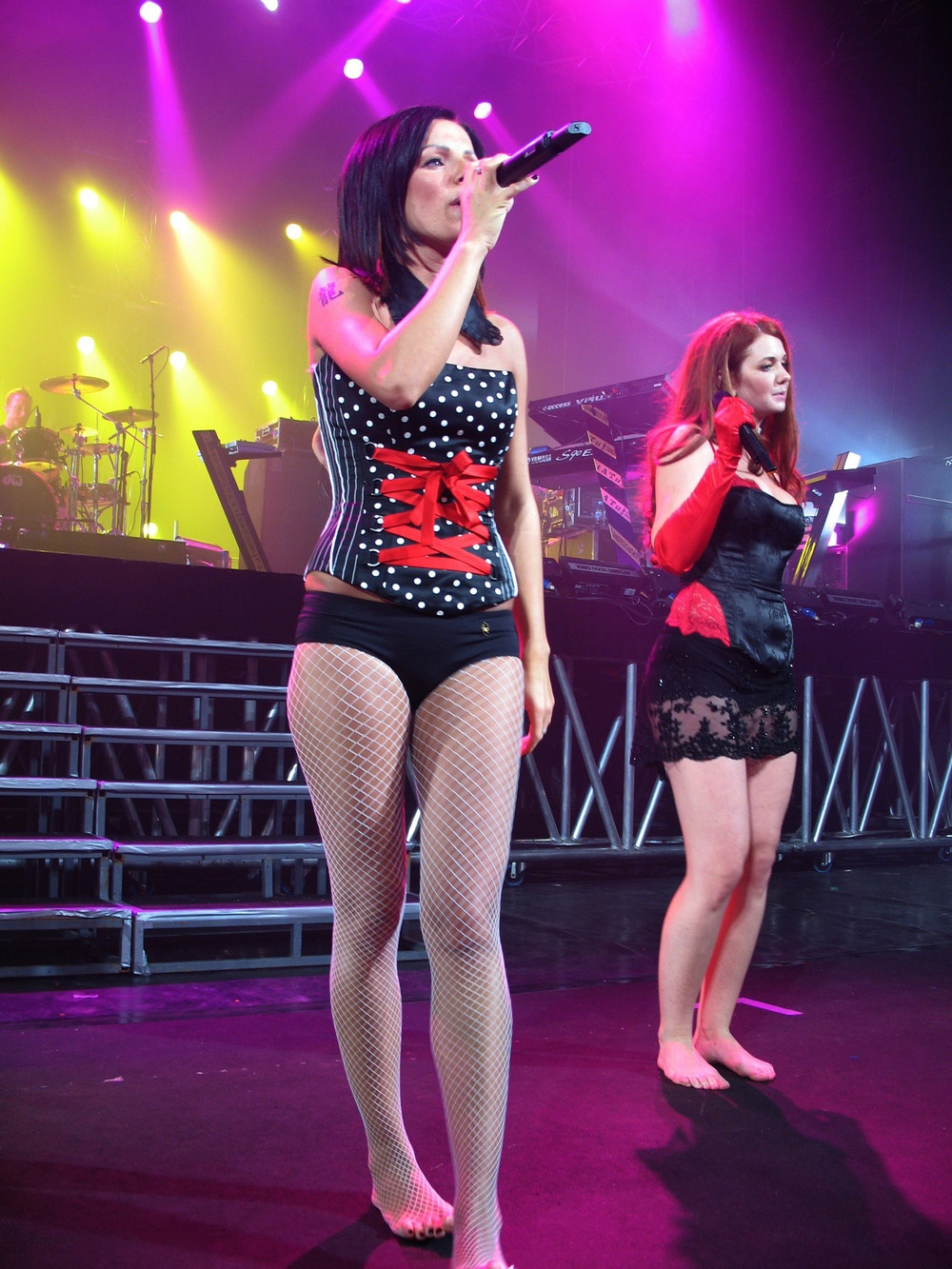
«t.A.T.u.» у 2008 році

6 березня 2008 року відбувся концерт гурту в Санта-Барбарі, 28 березня — в Дубаї, де співачкам було заборонено обійматися на сцені. У квітні був скасований запланований концерт у Мінську. Вихід максі-синглу «Белый плащик» був запланований на середину травня 2008 року. 25 квітня другий сингл альбому «Управление отбросами» під назвою «220» потрапив у радіо-ротацію «Русского радио».
1 вересня 2008 року назву альбому «Управление отбросами» було змінено на «Весёлые улыбки». Прем'єра третього синглу «You and I» відбулася 12 вересня 2008 на Love Radio і на офіційній сторінці гурту MySpace.
21 жовтня 2008 року «Тату» представили третій студійний альбом «Весёлые улыбки», котрий у рейтингу продажу російського журналу Billboard посів 7 місце. 28 листопада на церемонії MTV Russia Music Awards 2008 гурт отримав нагороду «Легенда MTV». На церемонію співачки прибули на спортивних мотоциклах та в байкерському одязі.

### 2009 рік
21 березня 2009 року представник менеджменту гурту у своєму блозі заявив, що обидві співачки планують розпочати сольні кар'єри (Лєна Катіна — за підтримки діючої команди). За його словами, у грудні 2008 року на нараді Волкової, Катіної та їхнього продюсера Бориса Ренського було ухвалено «одностайне рішення про припинення функціонування „t.A.T.u.“ „full time“». Як зазначив представник гурту: «з етичних міркувань я не торкатимуся причин і скажу лише, що вони не пов'язані ані з творчими, ані з комерційними аспектами». Крім того, наприкінці 2008 року була призупинена робота над міжнародним англомовним альбомом і припинені перемовини з лейблами. Найближчим часом гурт планує випустити черговий відеокліп, спеціальне видання альбому «Весёлые улыбки». Щодо Волкової, було сказано, що «Юля абсолютно самостійно буде займатися своїм життям та кар'єрою, принаймні, без участі менеджменту „t.A.T.u.“». 31 травня, на десятиріччя гурту, Волкова та Катіна планували влаштувати концерт для шанувальників, але пізніше відмовилися від задуму, пославшись на зайнятість у сольних проєктах.
17 квітня вийшов 4-й сингл з альбому «Весёлые улыбки» — «Снегопады». 13 червня на MTV Baltic відбулася прем'єра першого міжнародного синглу гурту, англомовна версія пісні «Снегопады» під назвою «Snowfalls».
У травні гурт як гості в напівфіналі пісенного конкурсу «Євробачення 2009» виконав пісні «Not Gonna Get Us» та «Не верь, не бойся, не проси», з якою вони у 2003 році на цьому ж конкурсі посіли 3-тє місце.
Кліп на перший сингл «White Robe» (англомовна версія синглу «Белый плащик»), котрий вийшов в Бразилії та Аргентині наприкінці листопада, з англомовного видання альбому «Весёлые улыбки», досягнув першого місця в щоденному чарті «LAB DISK» на MTV Brazil. Відео обійшло такі хіти, як «Broken Hearted Girl» Бейонсе та «Automatisch» Tokio Hotel, які посіли друге та третє місця.
15 грудня 2009 року відбулася презентація англомовної версії альбому «Веселые улыбки» під початковою назвою «Waste Management» («Управління відходами»). На фізичному носії альбом вийшов у деяких країнах Латинської Америки (а саме у Чілі, Аргентині, Бразилії та Колумбії) та в Росії. В інших країнах світу пройшов цифровий реліз. 

### 2010—2012 роки
13 квітня 2010 року відбулася прем'єра другого промо-синглу з «Waste Management» — «Sparks».
30 травня і 12 червня 2010 року відбулися перші сольні виступи Лєни Катіної. У своїх перших сольних програмах вона представила частину репертуару «Тату», до чого Волкова поставилася негативно.
25 січня 2011 року відбулася прем'єра фільму «You and I», в зйомках якого брали участь Катіна та Волкова. Лейбл — російська телекомпанія «Централ Партнершип». На прем'єрі фільму співачки оголосили про остаточне припинення проекту «t.A.T.u.» «full time».
Наприкінці березня 2011 року керівництво «t.A.T.u.» випустило прес-реліз на своєму офіційному сайті, оголосивши про припинення існування дуету. Через конфлікти між учасницями та бажанням обох зайнятися сольними кар'єрами, гурт було офіційно оголошено розпущеним. Вони завершили дискографію дуету подвійним альбомом реміксів для «Waste Management». Керівництво подякувало шанувальникам за їхню відданість протягом останніх дванадцяти років історії дуету.
Після розпаду гурту його тепер вже колишні учасниці зосередилися на сольних кар'єрах як в музиці, так і в кіно. У серпні 2011 року Лєна Катіна випустила свій дебютний сольний сингл «Never Forget», який в результаті посів перше місце в американському чарті Hot Dance Club Songs на один тиждень. У кліпі на пісню Катіна «поховала» Волкову. Волкова також працювала над своїм студійним альбомом і випустила два сингли: «All Because of You» та «Didn’t Wanna Do It», однак вони не викликали інтересу в музичних чартах. Наступного року вона підтвердила, що зніматиметься в чорному комедійному фільмі про зомбі «9 1/2 Zombies», де зіграє головну героїню.
2012 року в інтерв'ю журналу «Rolling Stone» Лєна Катіна сказала, що вони з Юлею Волковою не спілкуються вже близько двох років. Також вона заявила, що реюніон можливий, але не зараз.
12 листопада 2012 американська компанія звукозапису «Cherrytree Records» видала світове перевидання альбому «200 km/h in the Wrong Lane (10th Anniversary Edition)», платівка приурочена до 10-річчя релізу альбому «200 km/h in the Wrong Lane». Також Катіна і Волкова 11 грудня 2012 року спільно виступили як гурт «t.A.T.u.» у фіналі телешоу «Голос» в Румунії на підтримку перевидання альбому «200 km/h in the Wrong Lane». Через 2 дні солістки з'явилися разом на шоу «Вечірній Ургант», а пізніше неодноразово з'являлися разом на радіо-ефірах.

### 2013—2016 роки
25 квітня 2013 року відбувся перший концерт гурту після розпаду. Під час свого концерту Лєна і Юля виконали 13 пісень з трьох студійних альбомів дуету, деякі пісні спільно виконувалися вперше («Running Blind», «Fly on the Wall»).
27 вересня гурт виступив у Києві (клуб «Stereo Plaza»).
17 жовтня відбулася прем'єра рекламного ролика Snickers Japan з «t.A.T.u.», який за лічені дні набрав мільйон переглядів на YouTube.
22 листопада 2013 року на телеканалі «НТВ» відбулася прем'єра передачі про гурт «Життя, як пісня». Юля розповіла про свою вагітність, чому жодного разу не була одружена і навіщо прийняла іслам, а Лєна розповіла про стосунки з чоловіком, чому не запросила Юлю Волкову на весілля і що робила для того, щоб схуднути.
7 лютого 2014 року дует виступив на церемонії відкриття Зимової Олімпіади-2014 в Сочі, поряд з піаністом-віртуозом Денисом Мацуєвим та оперною співачкою (сопрано) Ганною Нетребко, яка також виконала олімпійський гімн.
14 лютого на Big Love Show від «Love Radio», в День всіх закоханих відбулася прем'єра нової пісні під назвою «Любовь в каждом мгновении».
17 лютого 2014 року Лєна Катіна розмістила на своєму офіційному каналі відеозвернення про те, що вона більше не працюватиме разом з Юлею Волковою, і що гурт «t.A.T.u.» знову припинив своє існування. Три дні потому, 20 лютого 2014 року, Юля Волкова розмістила у відповідь відеозвернення, в якому розкритикувала раніше викладене звернення Катіної до шанувальників і зажадала пояснити його сенс. 5 березня Волкова розмістила ще одне відеозвернення, у якому заявила, що незважаючи на існуючі розбіжності між учасницями дуету, вона як і раніше не виключає подальшу співпрацю з Лєною Катіною. 
11 грудня Волкова та Катіна з'явилися у випуску ток-шоу «Наживо», присвяченому розповіді колишнього продюсера гурту Івана Шаповалова про свою боротьбу з раком та новий музичний проєкт у Китаї.
19 травня 2016 року Волкова і Катіна виконали пісню «Нас не догонят» на ювілейному концерті дитячого ансамблю «Непоседы».

### 2021—2023 роки
8 червня 2021 року вийшло велике інтерв'ю та документальний фільм про історію гурту «Тату» під назвою «ТАТУ: 20 років потому! Головний російський гурт у світі», який був опублікований на YouTube-каналі журналістки Ксенії Собчак. Окрім Лєни Катіної та Юлії Волкової, в інтерв'ю також взяли участь продюсер гурту Іван Шаповалов та мама Лєни Катіної Інеса. Катіна та Волкова були опитані окремо, оскільки Лєна відмовилася давати  інтерв'ю разом із Юлею. Фільм став найпопулярнішим відео на російському YouTube наступного дня після його публікації.
Восени 2021 року на честь 20-річчя першого альбому гурту вийшов триб'ют-альбом. Відомі пісні гурту виконали понад 20 виконавців різних поколінь: з одного боку – Алла Пугачова, Софія Ротару та Дмитро Маліков, а з іншого – Даня Мілохін, Клава Кока, гурт «Нерви» та інші.
Також у 2021 році Лєна Катіна повідомила, що наступної весни планується возз'єднання гурту та випуск документального серіалу.
Восени возз'єднання гурту не відбулося. Пізніше стало відомо, що серіал про гурт буде знятий без участі Лєни Катіної та Юлії Волкової.

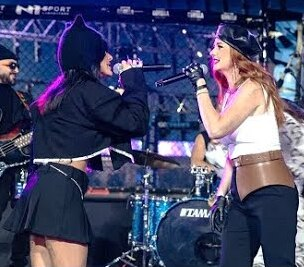
«t.A.T.u.» виступають на «Ovion Show» у 2022 році

У липні 2022 року на своїх сторінках в Instagram солістки гурту повідомили, що вони виступлять разом 3 вересня у Мінську в рамках шоу «Ovion Show».
Після виступу 3 вересня, співачки обіймалися та фотографувалися разом, через що шанувальники гурту припустили, що Лєна та Юля помирилися після тривалого конфлікту.
7 травня 2023 року «Тату» виступили в Санкт-Петербурзі на Газпром арені перед початком футбольного матчу Зеніт — Спартак, виконавши пісню «Нас не догонят».

## Критика
Діяльність гурту часто піддавалася критиці через обраний імідж, скандальну поведінку та заяви учасниць (виступи в нижній білизні в клубах та на концертах, провокаційні фотографії, вживання ненормативної лексики в інтерв'ю).
Після виходу на західний ринок першого кліпу гурту, де дівчата цілуються, їхня творчість привернула увагу музичних критиків. Видавництво Billboard писало: «„All the Things She Said“ — пісня, наповнена силою, що протистоїть тузі та засмученню, з заворожуючим, потужним звучанням синтезаторів. Молодий, категоричний, потужний та перспективний дебют». Журналісти New Musical Express зазначали: «Продюсери вдало збудували і музичну лінію, і скандальну, щоб музика добре продавалася».
У Великій Британії гурт критикувався через імідж та вік солісток: деякі громадські діячі та телеведучі закликали до заборони трансляції відеокліпу «Я сошла с ума», звинувативши «Тату» в «пропаганді педофілії». Телеведучий Річард Медлі назвав дует «нудотним», охарактеризувавши кліп на пісню «All the Things She Said» як «еталон солодких мрій усіх британських педофілів». З іншого боку, оглядач The Daily Telegraph Нік Ковен говорив: «Увесь цей шум відволікає їх від музики, яка зовсім непогана. Вона має більше рівнів, ніж можна уявити. Якщо спочатку синтетично-проникливий звук здається примітивним, то незабаром ви з подивом виявляєте ревучі гітари та жорсткий роковий ритм».
Після прем'єри пісні «Люди-инвалиды» та кліпу на неї гурт звинуватили в обрáзі людей з обмеженими можливостями. Причиною для цього став рядок з пісні: «Потерянных не ждут, печальных не хотят. Такие не живут, их топят, как котят» (укр. «Загублених не чекають, засмучених на хочуть. Такі не живуть, їх топлять, як кошенят»), а також те, що в масовці кліпу були задіяні справжні інваліди: людина без руки та на візку. Юля та Лєна заперечували усі звинувачення та стверджували, що їхня пісня про інвалідів не в фізичному плані, а в моральному: бездушних, егоїстичних та емоційно холодних людях.

## Склад
- Юлія Волкова — вокал (1999—2011, 2012—2014, 2016, 2022, 2023)
- Лєна Катіна — вокал (1999—2011, 2012—2014, 2016, 2022, 2023)

#### Музиканти
- Свен Мартин — клавішні, музичний директор (2002—2011)
- Трой Маккаббін — гітари (2002—2010)
- Мет'ю Венслаускас — гітари (2010—2011)
- Роман Рейтедж — ударні (2001—2006)
- Стів «Бумстик» Вілсон — ударні (2006—2011)
- Доман Ваджевець — бас-гітара (2006—2011)
- Катя Нечаєва — вокал (2003)[80]

## Дискографія

### Альбоми
- 2001: «200 по встречной»
- 2002: «200 km/h in the Wrong Lane»
- 2005: «Dangerous and Moving»
- 2005: «Люди-инвалиды»
- 2008: «Весёлые улыбки»
- 2009: «Waste Management»

### Сингли
- 2000: «Я сошла с ума»
- 2001: «Нас не догонят»
- 2001: «30 минут»
- 2002: «Простые движения»
- 2002: «All the Things She Said»
- 2002: «Show Me Love»
- 2003: «Not Gonna Get Us»
- 2003: «Не верь, не бойся, не проси»
- 2003: «30 Minutes»
- 2003: «How Soon Is Now?» (оригінал — The Smiths)
- 2005: «Люди-инвалиды»
- 2005: «All About Us»
- 2005: «Friend or Foe»
- 2006: «Gomenasai»
- 2006: «Loves Me Not»
- 2006: «Новая модель»
- 2006: «Обезьянка ноль»
- 2007: «Белый плащик»
- 2008: «220»
- 2008: «You and I»
- 2009: «Снегопады»
- 2009: «Snowfalls»
- 2009: «White Robe»
- 2010: «Sparks»
- 2014: «Любовь в каждом мгновении» (feat. Лигалайз)

## Відеокліпи
- 2000: «Я сошла с ума»
- 2001: «Нас не догонят»
- 2001: «30 минут»
- 2002: «Простые движения»
- 2002: «All the Things She Said»
- 2003: «Not Gonna Get Us»
- 2003: «30 Minutes»
- 2003: «Не верь, не бойся, не проси»
- 2003: «How Soon Is Now?»
- 2005: «Люди-инвалиды»
- 2005: «Dangerous and Moving»
- 2005: «All About Us»
- 2005: «Friend or Foe»
- 2006: «Loves Me Not»
- 2006: «Gomenasai»
- 2007: «Белый плащик»
- 2008: «220»
- 2009: «Снегопады»
- 2009: «Snowfalls»
- 2009: «White Robe»
- 2010: «Sparks»